# Ce n'est pas moi
Pour plus de détails, voir Fiche technique et Distribution.
Ce n'est pas moi est un film français réalisé par Jacques de Baroncelli et sorti en 1941.

## Fiche technique
- Titre : Ce n'est pas moi
- Réalisation :  Jacques de Baroncelli
- Scénario : Yves Mirande d'après une histoire de Michel Arnaud
- Photographie : Raymond Agnel
- Musique : Georges Van Parys
- Montage : Yvonne Martin
- Production et distribution : Éclair-Journal
- Pays de production :  France
- Format :  Son mono - Noir et blanc - 1,37:1
- Genre : Comédie
- Durée : 90 minutes
- Date de sortie : 
  - France : 23 décembre[1]

## Distribution
- Victor Boucher : Quincampoix, un ami du banquier Cambo
- Jean Tissier : La banquier Cambo & son sosie le peintre Bardac, qui échangent leurs identités
- Ginette Leclerc : Lulu, la maîtresse de Bardac
- Gilberte Géniat : Geneviève, la secrétaire de Cambo dont il est amoureux
- Léon Belières : Parizot, un financier qui cherche à extorquer des actions à Cambo
- Marcel Vallée : Barfleur, un peintre
- Fred Pasquali : Don José
- Jacques Louvigny
- Palau : Beaulieu
- Guy Sloux : Leclerc
- Paul Faivre
- Maxime Fabert
- André Carnège
- Germaine Charley : La duchesse de Cambo y Gonzales
- Paul Demange
- Champi
- Odette Barencey
- Marcel Melrac
- Léonce Corne
- Gustave Gallet
- Jacqueline Gauthier
- Suzanne Flon (sous le nom d'Annie Lancel)